# Invaders Must Die
Invaders Must Die è il quinto album in studio del gruppo musicale britannico The Prodigy, pubblicato il 2 marzo 2009 dalla Take Me to the Hospital e dalla Cooking Vinyl.

## Tracce

### Edizione standard
1. Invaders Must Die – 4:55 (Liam Howlett, Nick Halkes)
2. Omen – 3:36 (Liam Howlett, Tim Hutton, Maxim)
3. Thunder – 4:09 (Liam Howlett, Tim Hutton, Trevor Joe)
4. Colours – 3:28 (Liam Howlett, Live ID, Keef Flint, John Fortis)
5. Take Me to the Hospital – 3:40 (Liam Howlett, Keef Flint, Jari Salo, Paul Malmstrom)
6. Warrior's Dance – 5:13 (Liam Howlett, Bridgett Grace, Jeff Mills, Anthony Srock)
7. Run with the Wolves – 4:25 (Liam Howlett, Keef Flint)
8. Omen Reprise – 2:14 (Liam Howlett, Tim Hutton)
9. World's on Fire – 4:50 (Liam Howlett, Maxim, Maroos Vicente Salon, Kim Deal)
10. Piranha – 4:05 (Liam Howlett, Scrapper, Maxim, Billy Childish, Rajesh Roshan, Sameer Anjaan)
11. Stand Up – 5:27 (Liam Howlett, Manfred Mann, Peter Thomas)

Tracce bonus nell'edizione giapponese
1. Black Smoke – 3:26 (Liam Howlett, Kieron Pepper)
2. Fighter Beat – 3:32 (Liam Howlett, Anthony Srock)

DVD bonus nell'edizione speciale
1. Invaders Must Die – 3:22 (Liam Howlett, Nick Halkes)
2. Omen – 6:31 (Liam Howlett, Tim Hutton, Maxim)
3. World's on Fire (Live) – 5:46 (Liam Howlett, Maxim, Maroos Vicente Salon, Kim Deal)
4. Warrior's Dance (Live) – 5:40 (Liam Howlett, Bridgett Grace, Jeff Mills, Anthony Srock)

### Edizione speciale
CD 1
1. Invaders Must Die – 4:55 (Liam Howlett, Nick Halkes)
2. Omen – 3:36 (Liam Howlett, Tim Hutton, Maxim)
3. Thunder – 4:09 (Liam Howlett, Tim Hutton, Trevor Joe)
4. Colours – 3:28 (Liam Howlett, Live ID, Keef Flint, John Fortis)
5. Take Me to the Hospital – 3:40 (Liam Howlett, Keef Flint, Jari Salo, Paul Malmstrom)
6. Warrior's Dance – 5:13 (Liam Howlett, Bridgett Grace, Jeff Mills, Anthony Srock)
7. Run with the Wolves – 4:25 (Liam Howlett, Keef Flint)
8. Omen Reprise – 2:14 (Liam Howlett, Tim Hutton)
9. World's on Fire – 4:50 (Liam Howlett, Maxim, Maroos Vicente Salon, Kim Deal)
10. Piranha – 4:05 (Liam Howlett, Scrapper, Maxim, Billy Childish, Rajesh Roshan, Sameer Anjaan)
11. Stand Up – 5:27 (Liam Howlett, Manfred Mann, Peter Thomas)
12. The Big Gundown – 4:21 (Liam Howlett, Ennio Morricone)
13. Wild West – 4:16 (Liam Howlett, Tommy Sparks)
14. Omen (Live) – 4:13 (Liam Howlett, Tim Hutton, Maxim)

CD 2
1. Invaders Must Die (Liam H Re-Amped Version) – 3:00 (Liam Howlett, Nick Halkes)
2. Invaders Must Die (Chase & Status Remix) – 5:10 (Liam Howlett, Nick Halkes)
3. Omen (Noisia Remix) – 6:21 (Liam Howlett, Tim Hutton, Maxim)
4. Omen (Herve's End of the World Remix) – 5:24 (Liam Howlett, Tim Hutton, Maxim)
5. Warrior's Dance (Future Funk Squad's 'Rave Soldier' Mix) – 5:33 (Liam Howlett, Bridgett Grace, Jeff Mills, Anthony Srock)
6. Warrior's Dance (Benga Remix) – 4:46 (Liam Howlett, Bridgett Grace, Jeff Mills, Anthony Srock)
7. Warrior's Dance (South Central Remix) – 5:42 (Liam Howlett, Bridgett Grace, Jeff Mills, Anthony Srock)
8. Take Me to the Hospital (Rusko Remix) – 4:24 (Liam Howlett, Keef Flint, Jari Salo, Paul Malmstrom)
9. Take Me to the Hospital (Sub Focus Remix) – 4:34 (Liam Howlett, Keef Flint, Jari Salo, Paul Malmstrom)
10. Take Me to the Hospital (Josh Homme & Liam H's Wreckage Mix) – 4:10 (Liam Howlett, Keef Flint, Jari Salo, Paul Malmstrom)
11. Take Me to the Hospital (Loser's Middlesex A & E Remix) – 5:47 (Liam Howlett, Keef Flint, Jari Salo, Paul Malmstrom)
12. Invaders Must Die (Yuksek Remix) – 5:03 (Liam Howlett, Nick Halkes)
13. Thunder (Bang Gang Remix) – 5:48 (Liam Howlett, Tim Hutton, Trevor Joe)

DVD
1. Invaders Must Die – 3:23 (Liam Howlett, Nick Halkes)
2. Omen – 3:30 (Liam Howlett, Tim Hutton, Maxim)
3. Warrior's Dance – 3:27 (Liam Howlett, Bridgett Grace, Jeff Mills, Anthony Srock)
4. Take Me to the Hospital – 3:48 (Liam Howlett, Keef Flint, Jari Salo, Paul Malmstrom)
5. World's on Fire (Live) – 6:26 (Liam Howlett, Maxim, Maroos Vicente Salon, Kim Deal)
6. Warrior's Dance (Live) – 6:22 (Liam Howlett, Bridgett Grace, Jeff Mills, Anthony Srock)
7. Run (Live) – 6:58
8. Take Me to the Hospital (Big Day Out Australia 2009) – 4:47 (Liam Howlett, Keef Flint, Jari Salo, Paul Malmstrom)

## Formazione
Gruppo
- Liam Howlett – sintetizzatore, programmazione
- Maxim – voce (tracce 2, 4, 5, 8, 9 e 10)
- Keef Flint – voce (tracce 2, 4, 5, 7 e 9)

Altri musicisti
- Brother Culture – voce (traccia 3)
- Tim Hutton – chitarra aggiuntiva (traccia 4), ottoni (traccia 10)
- Dave Grohl – batteria (tracce 7 e 11)

Produzione
- Liam Howlett – produzione, missaggio
- James Rushent – produzione aggiuntiva (tracce 1 e 2)
- Neil McLellan – missaggio (eccetto tracce 8 e 11)
- Damian Taylor – missaggio (tracce 8 e 11), pre-produzione aggiuntiva
- John Davis – mastering

## Classifiche
| Classifica (2009)              | Posizione massima |
| ------------------------------ | ----------------- |
| Australia                      | 3                 |
| Austria                        | 5                 |
| Belgio (Fiandre)               | 4                 |
| Belgio (Vallonia)              | 12                |
| Canada                         | 25                |
| Danimarca                      | 17                |
| Finlandia                      | 9                 |
| Francia                        | 22                |
| Germania                       | 3                 |
| Italia                         | 32                |
| Norvegia                       | 10                |
| Nuova Zelanda                  | 4                 |
| Paesi Bassi                    | 3                 |
| Portogallo                     | 19                |
| Regno Unito                    | 1                 |
| Spagna                         | 18                |
| Stati Uniti                    | 25                |
| Stati Uniti (alternative)      | 13                |
| Stati Uniti (dance/electronic) | 3                 |
| Stati Uniti (rock)             | 21                |
| Svezia                         | 23                |
| Svizzera                       | 1                 |